# (37194) 2000 WG73
2000 WG73 (asteroide 37194) é um asteroide da cintura principal. Possui uma excentricidade de 0.04354670 e uma inclinação de 6.45083º.
Este asteroide foi descoberto no dia 20 de novembro de 2000 por LINEAR em Socorro.